# Dichagyris imperator
Dichagyris imperator är en fjärilsart som beskrevs av Bang-haas 1912. Dichagyris imperator ingår i släktet Dichagyris och familjen nattflyn. Inga underarter finns listade i Catalogue of Life.